# Luis José Rueda Aparicio
Luis José Rueda Aparicio (ur. 3 marca 1962 w San Gil) – kolumbijski duchowny rzymskokatolicki, arcybiskup metropolita Bogoty od 2020, kardynał prezbiter od 2023.

## Życiorys
23 listopada 1989 otrzymał święcenia kapłańskie i został inkardynowany do diecezji Socorro y San Gil. Pracował głównie jako duszpasterz parafialny, był także m.in. wykładowcą seminarium, dyrektorem politechniki oraz wikariuszem biskupim ds. duszpasterskich.
2 lutego 2012 został mianowany przez Benedykta XVI biskupem diecezji Montelibano. Sakry biskupiej udzielił mu 14 kwietnia 2012 nuncjusz apostolski w Kolumbii – arcybiskup Aldo Cavalli.
19 maja 2018 papież Franciszek mianował go arcybiskupem metropolitą Popayán. Ingres odbył się 7 lipca 2018.
25 kwietnia 2020 został mianowany arcybiskupem metropolitą Bogoty, zaś 12 czerwca 2020 kanonicznie objął urząd.
W latach 2021-2024 był przewodniczącym kolumbijskiej Konferencji Episkopatu.
9 lipca 2023 podczas modlitwy Anioł Pański papież Franciszek ogłosił jego nominację kardynalską.
Na konsystorzu 30 września 2023 został kreowany kardynałem prezbiterem i uzyskał kościół tytularny św. Łukasza przy via Prenestina. Brał udział w konklawe 2025, które wybrało papieża Leona XIV.